# Werben (Elbe)
Werben (Elbe), Hansestadt Werben (Elbe) – najmniejsze miasto w niemieckim kraju związkowym Saksonia-Anhalt, w powiecie Stendal, w gminie związkowej Arneburg-Goldbeck. Według danych na rok 2009 liczy 1 267 mieszkańców.
1 stycznia 2010 do miasta przyłączono gminę Behrendorf.

## Toponimia
Nazwa miasta, po raz pierwszy wzmiankowana w formie Wiribeni przez Thietmara na pocz. XI wieku, ma źródłosłów słowiański, od nazwy drzewa wierzba. Na język polski tłumaczona jako Wierzbno.